# 1992 في البرازيل
فيما يلي قوائم الأحداث التي وقعت خلال عام 1992 في البرازيل.

## أحداث
- 13 يونيو – قمة ريو

## سياسة

### تعيين في المنصب
- 29 ديسمبر – إيتامار فرانكو رئيس البرازيل.

### انتهاء فترة المنصب
- 2 أكتوبر – فيرناندو كولور ميلو رئيس البرازيل.
- 5 أكتوبر – فيرناندو أنريك كاردوسو عضو مجلس الشيوخ من البرازيل.
- 29 ديسمبر – إيتامار فرانكو نائب رئيس البرازيل [الإنجليزية]‏.

## رياضة
- 1 يناير – الدوري البرازيلي لكرة القدم 1992
- 5 أبريل – جائزة البرازيل الكبرى 1992 الفائز نايجل مانسيل.

## كتب
من الكتب التي صدرت هذه السنة في البرازيل:
- 1 يناير – فالكيريس من تأليف باولو كويلو.

## مواليد

### يناير
- 10 يناير – ويلين موتا لاعب كرة قدم برازيلي.
- 11 يناير – باتريك مارتينز فييرا لاعب كرة قدم برازيلي.
- 14 يناير – رودريغو كابيزا لاعب كرة قدم برازيلي.
- 16 يناير – ويسلي سيلفا سانتوس رودريغيز لاعب كرة قدم برازيلي.
- 22 يناير – مارسيلو سيرينو لاعب كرة قدم برازيلي.
- 23 يناير – دانييلا براغا عارضة برازيلية.
- 28 يناير – ويليام أنريك لاعب كرة قدم برازيلي.
- 29 يناير – فيليبي باريتو دا سيلفا لاعب كرة قدم برازيلي.

### فبراير
- 5 فبراير – نيمار لاعب كرة قدم برازيلي وشقيق اللاعب علي عباس.
- 6 فبراير – دودوه لاعب كرة قدم برازيلي.
- 6 فبراير – ماوريسيو أنتونيو لاعب كرة قدم برازيلي.
- 11 فبراير – رافائيل لز لاعب كرة سلة برازيلي.
- 16 فبراير – أندريه راماليو سيلفا لاعب كرة قدم برازيلي.
- 17 فبراير – أندريه جوتو لاعب كرة قدم برازيلي.
- 20 فبراير – فرناندو فيانا لاعب كرة قدم برازيلي.
- 22 فبراير – ماركوس فينيشيوس غوميز دي ليما لاعب كرة قدم برازيلي.
- 23 فبراير – كاسيميرو لاعب كرة قدم برازيلي.

### مارس
- 3 مارس – فرناندو لوكاس مارتنز لاعب كرة قدم برازيلي.
- 13 مارس – كريستيان هنريكه دا سيلفا دي سوزا لاعب كرة قدم برازيلي.
- 14 مارس – جاكسون فولمان لاعب كرة قدم برازيلي.
- 15 مارس – تياغو مينديز لاعب كرة قدم برازيلي.
- 18 مارس – ليوناردو دا سيلفا سوزا لاعب كرة قدم برازيلي.
- 22 يناير – مارسيلو سيرينو لاعب كرة قدم برازيلي.

### أبريل
- 4 أبريل – رافاييل سيلفا لاعب كرة قدم برازيلي.
- 10 أبريل – جونيور فيل لاعب كرة قدم برازيلي.
- 21 أبريل – رينيه سانتوس لاعب كرة قدم برازيلي.
- 21 أبريل – ويسلي سميث ألفيس فاتوسأ لاعب كرة قدم برازيلي.
- 24 أبريل – رافاييلا سيلفا لاعبة جودو برازيلية.

### مايو
- 13 مايو – آلان بينهيرو لاعب كرة قدم برازيلي.
- 14 مايو – ميغيل بيانكوني لاعب كرة قدم برازيلي.
- 19 مايو – راولزينهو نيتو لاعب كرة سلة برازيلي.

### يونيو
- 1 يونيو – إيلين غوميز لاعبة كرة يد برازيلية.
- 3 يونيو – مارتشينا برانت
- 8 يونيو – سيبا لاعب كرة قدم برازيلي.
- 11 يونيو – فيليبي ألميدا وو لاعب رماية صيني.
- 12 يونيو – فيليبي كوتينيو لاعب كرة قدم برازيلي.
- 23 يونيو – بابلو فيليبي تيكسيرا لاعب كرة قدم برازيلي.
- 25 يونيو – جان باتريك لاعب كرة قدم برازيلي.

### يوليو
- 7 يوليو – كريستيانو فيليسيو لاعب كرة سلة برازيلي.
- 10 يوليو – لوكاس كوتينيو تافاريس لاعب كرة قدم برازيلي.
- 24 يوليو – ديوناتان تيكسيرا لاعب كرة قدم برازيلي.
- 26 يوليو – لوكاس نوغيرا لاعب كرة سلة برازيلي.

### أغسطس
- 13 أغسطس – لوكاس مورا لاعب كرة قدم برازيلي.
- 16 أغسطس – رونالدو منديز لاعب كرة قدم برازيلي.
- 21 أغسطس – فيليبي نصر سائق سيارة سباق برازيلي.
- 24 أغسطس – جيمرسون لاعب كرة قدم برازيلي.
- 26 أغسطس – ليو بابتيستاو لاعب كرة قدم برازيلي.

### سبتمبر
- 8 سبتمبر – برنارد دوارتي لاعب كرة قدم برازيلي.
- 27 سبتمبر – غابرييل فاسكونسيلوس فيريرا لاعب كرة قدم برازيلي.

### أكتوبر
- 2 أكتوبر – أليسون بيكر لاعب كرة قدم برازيلي.
- 13 أكتوبر – آرثر مايا لاعب كرة قدم برازيلي.
- 14 أكتوبر – ماريانا كوستا لاعبة كرة يد برازيلية.
- 27 أكتوبر – جونسون كيندريك لاعب كرة قدم برازيلي.

### نوفمبر
- 17 نوفمبر – داميريس دانتاس لاعبة كرة سلة برازيلية.

### ديسمبر
- 15 ديسمبر – أليكس تيليس لاعب كرة قدم برازيلي.
- 18 ديسمبر – بابلو ديوغو لاعب كرة قدم برازيلي.
- 19 ديسمبر – ريناتو بياو دي زا لاعب كرة قدم برازيلي.
- 21 ديسمبر – كايو بالسامو غاردين لاعب كرة قدم برازيلي.
- 31 ديسمبر – غيليهرم كلزار لاعب كرة مضرب برازيلي.

## وفيات

### فبراير
- 16 فبراير – جانيو كوادروس (مواليد 1917) سياسي برازيلي.

### أبريل
- 18 أبريل – مواسير سيكويرا دي كيروز (مواليد 1902) لاعب كرة قدم برازيلي.

### سبتمبر
- 16 سبتمبر – هريفيلتو مارتينس (مواليد 1912)